# Andrea Oberhuber
Andrea Oberhuber est professeure de littérature au Département des littératures de langue française de l’Université de Montréal. Elle y enseigne l’écriture des femmes (XIXe-XXIe siècles), les avant-gardes, la photolittérature et le care littéraire. 

## Biographie
Elle a fait des études de philologie romane (maîtrise, 1982-88 et doctorat, 1990-94) et allemande (maîtrise) à l’Université d’Innsbruck et à l’Université de Paris IV (Université Paris-Sorbonne). Sa thèse de doctorat intitulée Chanson(s) de femmes(s) : Entwicklung und Typologie des weiblichen Chansons in Frankreich a été publiée en 1995 chez Erich Schmidt Verlag à Berlin et récompensée par le Prix de la meilleure thèse de l’Université d’Innsbruck.
Elle a travaillé dans le management culturel et l’organisation des cours à l’Institut français d’Innsbruck entre 1994 et 1996. Après cette expérience, elle a réintégré la recherche universitaire comme stagiaire postdoctorale à l’Institut für Romanistik (Université d’Innsbruck), puis en tant que maîtresse de conférences au Centre d’études canadiennes. De 1999 à 2001, elle a été chercheuse invitée à l’Institut d’études canadiennes de l’Université d’Ottawa, ainsi que chargée de cours à cette même université au Département de langues et littératures modernes et à l’Université du Québec en Outaouais.
Engagée en juin 2001 comme professeure au Département des littératures de langue française de l’Université de Montréal, elle travaille dans les domaines de la littérature française (XIXe – XXIe siècles), notamment de l’écriture des femmes, des avant-gardes (futurisme, Dada et surréalisme), de la photolittérature et des éthiques du care. Elle s’intéresse également à la littérature québécoise de la seconde moitié du XXe siècle à aujourd’hui, ainsi qu’aux littératures de langue allemande. 
Son intérêt pour les liens entre littérature et arts visuels (photographie, peinture, dessin) l'amène, depuis 2012, à investir non seulement le commissariat d’exposition, mais également l’écriture, souvent hybride, c’est-à-dire à la croisée du texte et de l’image. C'est le cas, par exemple, avec Corps de papier. Résonances publié en 2012,, « Sorts et sortilèges de l’art » en 2017, « Umbra » en 2023 et « La mort amère, ou l’accompagnement par l’écriture : Une mort très douce de Simone de Beauvoir » en 2024. 
En 2023, elle a publié aux Presses de l’Université de Montréal (PUM) Faire œuvre à deux. Le Livre surréaliste au féminin, consacré aux questions de démarche collaborative et de couple créateur au sein de l’objet livre avant-gardiste. La coédition française est parue en septembre 2024 aux Presses universitaires de Rennes,. L’essai s’est mérité le prix Victor-Barbeau 2024, décerné par l’Académie des lettres du Québec,. 

## Publications

### Monographies
- Faire œuvre à deux. Le Livre surréaliste au féminin, Montréal, Presses de l’Université de Montréal, coll. « Art+ », 2023 et Rennes, Presses universitaires de Rennes, 2024, 354 p.  (ISBN 9782760648265) et  (ISBN 9782753598218)
- Au féminin. Livres surréalistes 1930-1975, catalogue publié sur le site « Littératures : modes d’emploi », avec la collaboration d’Hugo P. Gladu [lire en ligne].
- Corps de papier. Résonances, Québec, Nota bene, coll. « Nouveaux essais Spirale », 2012, 237 p.  (ISBN 9782895184423)
- Chanson(s) de femme(s) : Entwicklung und Typologie des weiblichen Chansons in Frankreich. 1968-1993, Berlin, Erich Schmidt Verlag, 1995, 316 p.  (ISBN 9783503037292)

### Dossiers de revue (sélection)
- « Œuvres photolittéraires et couples créateurs », Revue internationale de photolittérature, no 3, 2021, avec Jean-Pierre Montier [lire en ligne].
- « Blessures du livre : écrivains et plasticiens à contremploi », Textimage, no 11, 2019, avec Sofiane Laghouati [lire en ligne].
- « Le retour des Amazones : pouvoir, sacrifice, communauté », MuseMedusa, no 7, 2019, avec Pascale Joubi [lire en ligne].
- « Les sorcières et les sorciers. Figures d’un pouvoir clandestin » (volet « Créations » : « Sorts et sortilèges de l’art »), MuseMedusa, no 5, 2017, avec Catherine Mavrikakis [lire en ligne].
- « Don Juan ou le pouvoir de la séduction », MuseMedusa, no 2, 2014, avec Catherine Mavrikakis [lire en ligne].
- « Polygraphies du corps dans le roman de femme contemporain », Tangence, no 103, 2013, 146 p.
- « Peut-on regarder Méduse ? », MuseMedusa, no 1, 2013 [lire en ligne].
- « À belles mains. Livre surréaliste, livre d’artiste », Mélusine, no 32, 2012, 338 p.
- « Voir le texte, lire l’image », Dalhousie French Studies, no 89, hiver 2009, 184 p.
- « Réécrire au féminin : pratiques, modalités, enjeux», Études françaises, vol. 40, no 1, 2004, 168 p., avec Lise Gauvin.

### Ouvrages collectifs (sélection)
- Pour une littérature du care, sous la dir. d'Alexandre Gefen et Andrea Oberhuber, publication sur Fabula : La recherche en littérature – Colloques Fabula, 2022 [lire en ligne].
- Folles littéraires : folies lucides. Les états borderline du genre et ses créations, sous la dir. de Mireille Calle-Gruber, Sarah-Anaïs Crevier Goulet, Andrea Oberhuber et Maribel Peñalver Vicea, Montréal, Nota Bene, 2019, 378 p.  (ISBN 978-2-89518-659-5)
- Héritages partagés de Claude Cahun et Marcel Moore, du XIXe au XXIe siècles. Symbolisme, modernisme, surréalisme, postérité contemporaine, sous la dir. d'Andrea Oberhuber et Alexandra Arvisais, Montréal, Université de Montréal, 2016, [lire en ligne].
- Fictions modernistes du masculin-féminin : 1900-1940, sous la dir. d'Andrea Oberhuber, Alexandra Arvisais et Marie-Claude Dugas, Rennes, Presses Universitaires de Rennes, 2016, 314 p.  (ISBN 978-2-75354-884-8)
- Jeu de masques. Les femmes et le travestissement textuel (1500-1940), sous la dir. de Jean-Philippe Beaulieu et Andrea Oberhuber, Saint-Étienne, Publications de l’Université de Saint-Étienne, coll. « l’école du genre », 2011, 284 p.  (ISBN 978-2-86272-578-9)
- Claude Cahun : contexte, posture, filiation. Pour une esthétique de l’entre-deux, sous la dir. d'Andrea Oberhuber, Montréal, Département des littératures de langue française, coll. « Paragraphes », 2007, 266 p.  (ISBN 978-2-92144-720-1)

### Expositions (commissariat)
- Échappées belles. Livres, co-création, correspondances dans le surréalisme au féminin, exposition organisée à la Bibliothèque des rares livres et des collections spéciales, Université de Montréal, 23 oct. – 23 déc. 2024[13].
- Du care à l’ouvrage : souci de l’autre en littérature (XXe-XXIe siècles), exposition virtuelle sur le site Littératures : modes d’emploi (en collaboration avec Sofiane Laghouati), 2023- [lire en ligne].
- Le Livre surréaliste au féminin, déambulation libre, sur la plateforme Kunstmatrix (en collaboration avec Hugo P. Gladu), 2019[14].
- Ergy Landau à livres ouverts, exposition virtuelle sur le site Littératures : modes d’emploi (en collaboration avec Laurence Le Guen et David Martens), 2018 [lire en ligne].
- Le Livre surréaliste au féminin : faire œuvre à deux, exposition organisée à la Bibliothèque des lettres et sciences humaines de l'Université de Montréal, 11 avril – 4 mai 2018[15].
- La jeune fille d’un siècle à l’autre : modèle, idéal ou utopie?, exposition organisée à la Bibliothèque des lettres et sciences humaines de l'Université de Montréal (en collaboration avec Michel Pierssens), 1er – 31 mai 2013[16].
- Du livre illustré au livre d’artiste : pour une tactilecture de l’objet livre, exposition organisée à la Bibliothèque des livres rares et collections spéciales de l'Université de Montréal, mai-juin 2012.
- Gallimard 1911-2011 : un siècle d’édition, exposition organisée à la Bibliothèque des lettres et sciences humaines de l'Université de Montréal (en collaboration avec Michel Pierssens), automne 2012.

## Prix et distinctions
- Prix Victor-Barbeau du meilleur essai pour Faire œuvre à deux. Le Livre surréaliste au féminin, 2024[2],[12]
- Prix d’auteurs pour l’édition savante (PAES), 2022[2]
- Prix de l’innovation de la Tiroler Sparkasse für die Leopold-Franzens-Universität (Université d'Innsbruck), 1997[2]
- Prix de la meilleure thèse décerné par la Landeshauptstadt d’Innsbruck pour la Science et la Recherche à la Leopold-Franzens-Universität Innsbruck, 1995[2]